# Sainte-Agathe-en-Donzy
Sainte-Agathe-en-Donzy ist eine französische Gemeinde mit 117 Einwohnern (Stand: 1. Januar 2022) im Département Loire in der Region Auvergne-Rhône-Alpes (vor 2016 Rhône-Alpes). Sie gehört zum Arrondissement Roanne und zum Kanton Le Coteau.

## Geographie
Die Gemeinde Sainte-Agathe-en-Donzy liegt im Nordwesten der Bergkette Monts du Lyonnais, 25 Kilometer südöstlich von Roanne und etwa 41 Kilometer westlich von Lyon. Nachbargemeinden von Sainte-Agathe-en-Donzy Violay im Norden und Nordosten, Montchal im Osten, Cottance im Süden, Rozier-en-Donzy im Südwesten sowie Bussières im Westen.

## Bevölkerungsentwicklung
| Jahr                       | 1962 | 1968 | 1975 | 1982 | 1990 | 1999 | 2006 | 2017 |
| Einwohner                  | 176  | 165  | 146  | 124  | 118  | 117  | 121  | 129  |
| Quellen: Cassini und INSEE |      |      |      |      |      |      |      |      |

## Sehenswürdigkeiten
- Kirche Sainte-Agathe

## Persönlichkeiten
- Jean-André Delorme (1829–1905), Bildhauer